# 刃物のまち関シティマラソン
刃物のまち関シティマラソン（はもののまちせきシティマラソン）は、岐阜県関市で行われる関市が主催する市民マラソン大会である。
ハーフマラソンと10kmのコースは日本陸上競技連盟公認大会で、第1回は1995年に開催され、毎年3月に開催されている。
関市役所市民広場を発着点とし、郊外地を走るコースで競われる。

## 沿革
- 1995年11月19日 - 第1回大会が開催される。
- 2007年3月18日 - 2007年大会より開催が毎年11月から3月に変更。

## 区分
ハーフ（日本陸連公認）
- 一般男子（18歳以上、高校生は除く）
- 一般女子（18歳以上、高校生は除く）

※完走条件：2時間30分以内。関門（12km地点）をスタート後90分以内通過。
10km（日本陸連公認）
- 男子（一般・高校生）
- 女子（一般・高校生）

5km
- 男子（一般・高校生）
- 女子（一般・高校生）

3km
- 男子（一般・高校生・中学生）
- 女子（一般・高校生・中学生）
- ジョギングの部（参加制限なし）

## 表彰・参加賞
- 各部門1位～6位。
- ジョギングの部を除く完走者に着順を明記した記録証を後日送付。
- 参加者全員に参加賞、ナンバーカード、プログラム。フィニッシュ後にドリンク。抽選により関市特産品などが貰える。